# 弧矢增廿八
HD 60686，又名CD-39 3407，SAO 198137、HR 2917，是一颗船尾座的恒星，视星等为6.76，位于銀經253.06，銀緯-9.59，其B1900.0坐标为赤經7h 30m 33.7s，赤緯-39° -9.59′ 20″。